# Kraska (szczyt)

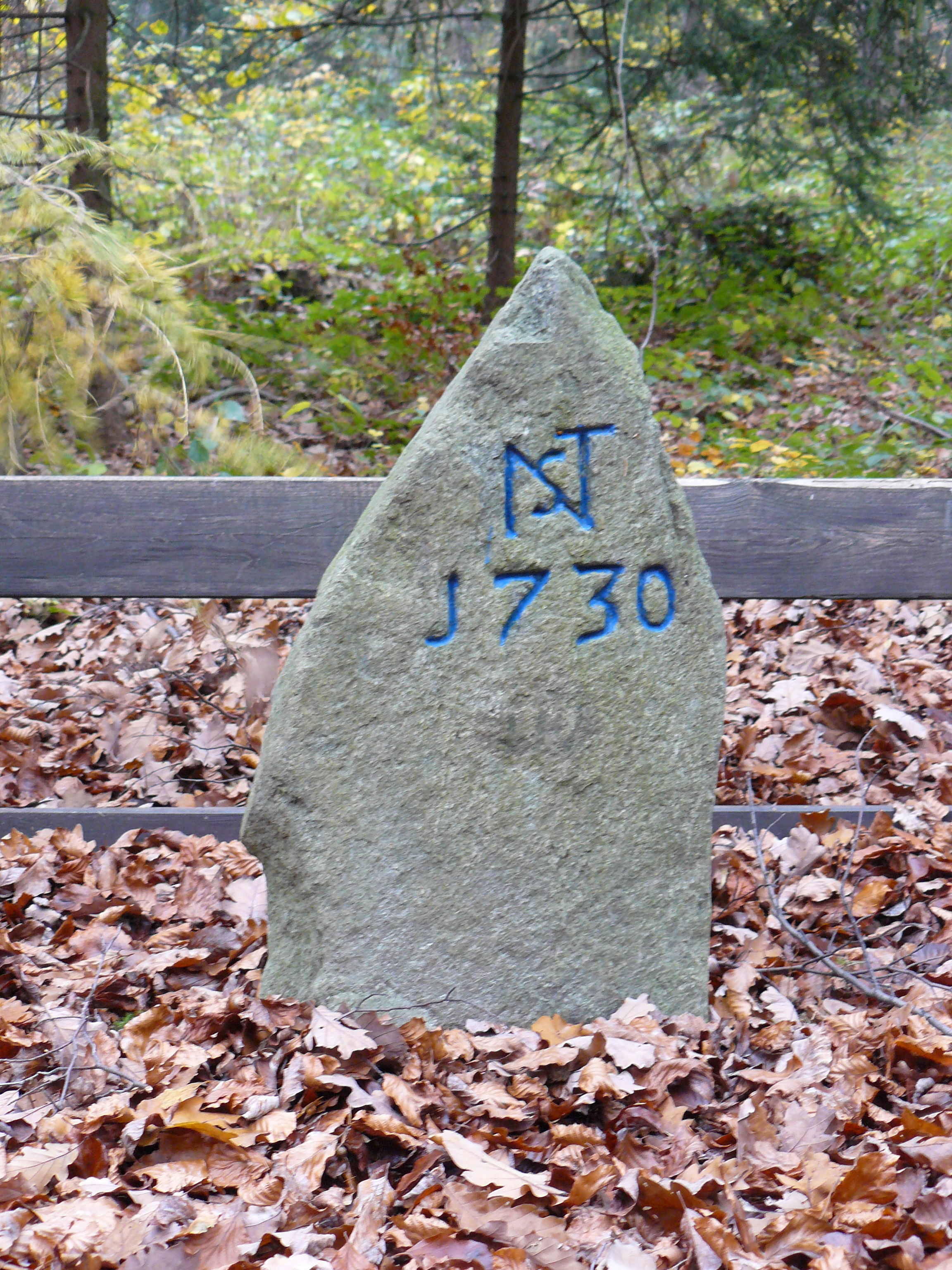
Kamień graniczny Królewskiego Miasta Prudnika (niem. Neustadt) (listopad 2008)

Kraska (niem. Hinterfeld-Berg) – szczyt w masywie Długoty w Górach Opawskich (cz. Zlatohorská vrchovina, niem. Oppagebirge), w Sudetach Wschodnich o wysokości 391 m n.p.m. Leży w obrębie Lasu Prudnickiego. Na południowych stokach wzniesienia znajduje się kamień graniczny Królewskiego Miasta Prudnika z 1730 r.